# Kareponia
Kareponia ist eine kleine Siedlung im Far North District der Region Northland auf der Nordinsel von Neuseeland.

## Namensherkunft
Der Name Kareponia geht auf eine nicht korrekte Aussprache den Namens „California“ durch Māori-Seeleute zurück. Zu Zeiten des Goldrauschs in Kalifornien gab es einen regen Schiffsverkehr zwischen Kalifornien und Neuseeland und Māori verwendeten in dieser Zeit den Namen für mehrere Orte im Land, von denen der Name allerdings nur für diese Siedlung übrig geblieben ist.

## Geographie
Die Siedlung befindet sich 2,5 km östlich von Awanui direkt am New Zealand State Highway 10. Die nächstliegende Siedlung weiter östlich ist Kaingaroa, die rund 4 km entfernt, ebenfalls am State Highway 10 liegt.